# Ластівка австралійська
Ластівка австралійська (Hirundo neoxena) — вид горобцеподібних птахів родини ластівкових (Hirundinidae). Поширений в Австралії та Новій Зеландії.

## Поширення
Батьківщиною виду є південні та східні регіони Австралії. У 1950-х роках ластівка австралійська з'явилася та почала гніздуватися в Новій Зеландії. Східні популяції переважно мігруючі, зимують у північній Австралії. Західні птахи та птахи Нової Зеландії ведуть переважно осілий спосіб життя. Мешкає в різноманітних середовищах існування, переважно на відкритих територіях, штучних галявинах або в міських середовищах, але не в пустелі чи густих лісах.

## Опис
Довжина його тіла становить 15 см. Має металеве синьо-чорне оперення зверху та біле черево знизу. Його груди, горло і морда коричневі. Хвіст довгий і роздвоєний.

## Спосіб життя
Раціон складається з комах, яких птах ловить на польоті. На відкритих місцях часто літає низько. Гніздо відкрите, чашоподібне, будується обома партнерами. Кладка складається з 3-5 яєць. Обоє батьків вигодовують дитинчат, які залишають гніздо протягом 2-3 тижнів. Часто буває два виводки за один сезон.

## Підвиди
Виділяють два підвиди:
- H. neoxena carteri — південно-західна Австралія.
- H. neoxena neoxena — південно-центральна та східна Австралія, Тасманія, Нова Зеландія та навколишні острови.